# قرقیز-قشلاق
قرقیز-قشلاق (به لاتین: Kyrgyz-Kyshtak) یک روستا در قرقیزستان است که در شهرستان قدم‌جای واقع شده‌است. قرقیز-قشلاق ۵٬۸۰۹ نفر جمعیت دارد.